# Berührungsangst
Der Begriff Berührungsangst bezeichnet eine Phobie vor Körperkontakt. Hierzu zählen:
- Aphephosmophobie – Die Angst vor Berührung durch andere Lebewesen
- Chiraptophobie, Haphephobie oder Haptophobie – die Angst davor, berührt zu werden oder selbst andere zu berühren.

Die Berührungsangst kann sich als Angst vor Berührungen oder als bloßes Unbehagen bei normalen Berührungen zeigen. Sigmund Freud ordnete die Berührungsangst in den Bereich der Neurosen ein und erwähnte sie in seiner Vorlesung „Das menschliche Sexualleben“. Freud betrachtete die Berührungsangst als eine mögliche Folge unerfüllter sexueller Bedürfnisse.
Eine Grundlage der Berührungsangst stellt die bei allen gesunden Menschen auftretende psychologische Reaktion dar, bei der eine physische Berührung von einer völlig unbekannten oder gar abgelehnten Person beziehungsweise einem derartigen Tier in der Regel als unangenehm empfunden wird und der/die Berührte unmittelbar den verstärkten Wunsch nach Abstand verspürt. Die pathologische Berührungsangst erscheint daher als eine übersteigerte Verstärkung einer natürlich angelegten psychologischen Reaktion zum Selbstschutz.

## Abgrenzung von anderen Erkrankungen
Berührungsängste sind in unserer Gesellschaft weit verbreitet und können sich sowohl auf Gegenstände als auch auf andere Menschen oder auch Tiere (zum Beispiel Arachnophobie – Angst vor Spinnen) beziehen.
Berührungsangst und Unbehagen bei Berührungen muss keine eigenständige Phobie darstellen, sondern kann im Rahmen einer anderen psychischen oder körperlichen Erkrankung auftreten. Sie wird beispielsweise als Symptom von Migräne und neuropathischen Schmerzsyndromen beschrieben.